# Сотир Савов
Сотир Савов е български общественик и революционер, деец на Вътрешната македоно-одринска революционна организация.

## Биография
Сотир Савов е роден около 1880 година в костурското село Смърдеш, тогава в Османската империя. Присъединява се към ВМОРО.
При избухването на Балканската война е доброволец в Македоно-одринското опълчение, с Костурската съединена чета пристига в Костурско и през декември 1912 година с Пандо Сидов, начело на местната милиция спират османското настъпление от Корча към Костур.
След войните за национално обединение се установява в България. Участва като делегат от Айтоското македонско братство в обединителния конгрес на Македонската федеративна организация и Съюза на македонските емигрантски организации от януари 1923 година.